# SPA&HOTEL水春 松井山手
SPA&HOTEL水春 松井山手（スパ・アンド・ホテルすいしゅん まついやまて、SPA & HOTEL SUISYUN Matsuiyamate）は、京都府京田辺市にある、ホテルを併設した公衆浴場である。

## 概要
大阪と京都のベッドタウンである松井山手に建設された、スパリゾートグループ「水春」が運営する天然温泉SPAホテルである。また「水春」としては初の宿泊機能付きの施設となっており、周辺エリアの開発が盛んなことから、ビジネスマンの需要に対応するために宿泊機能を導入したという。

## ホテル内施設

### 客室
客席は、全室禁煙となっている。
※公式サイトより引用。
| 種類                     | 広さ            | 定員      | 部屋数 |
| ------------------------ | --------------- | --------- | ------ |
| コンフォート             | 15.2㎡ - 17.3㎡ | 1人 - 2人 | 24部屋 |
| スーペリア               | 15.1㎡ - 16.7㎡ | 1人 - 2人 | 29部屋 |
| スタンダード             | 13.4㎡ - 15.1㎡ | 1人       | 22部屋 |
| ツインルーム             | 22.0㎡          | 1人 - 2人 | 6部屋  |
| スタンダード和室         | 30.1㎡ - 32.0㎡ | 1人 - 5人 | 2部屋  |
| デラックス和室           | 約16畳          | 1人 - 6人 | 1部屋  |
| スイートルーム           | 32.4㎡          | 1人 - 2人 | 1部屋  |
| デラックススイートルーム | 40.1㎡ - 41.8㎡ | 1人 - 2人 | 3部屋  |

### お風呂
源泉掛け流しを含む全10種類のお風呂、全17種のアトラクションが用意されている。
- 源泉掛け流し「京美人の湯」
- ミルクイオン風呂
- 超炭酸泉
- 炭酸 腰掛け湯
- 不感の湯
- 源泉つぼ湯
- 炭酸 寝ころび湯
- 漢方薬草塩サウナ
- 遠赤外線サウナ
- 炭酸 冷水風呂
- 回遊ジェット風呂 他

### 岩盤処
6種類の異なる岩盤処が用意されている。
- 熱
- 岩
- 塩
- 雲
- 星
- 冷

### リクライナー
専用のテレビ付リクライナーや座敷でのマット、ソファーでくつろげる。またコミックコーナーも併設されており、マンガや雑誌などを席で読むこともできる。

### 食事

#### 水春亭
和食を中心とした食事処。12人までの宴会にも対応できる「大広間」も完備されている。
- 営業時間：11:30 - 15:00（ラストオーダー 14:00）、17:00 - 23:00（ラストオーダー 22:00）

#### Gon's
バイキング形式で利用できるイタリアンバルレストラン。朝食・ランチのバイキングにも対応している。
- 営業時間：朝食バイキング：7時 - 10時（L.O.9時30分）、ランチバイキング：11時30分 - 15時（L.O.14時）、バール： 15時 - 25時（フード L.O.24時）（ドリンク L.O.24時30分）

#### PATIO
ソフトクリームやドリンクなどを販売しているバー。
- 営業時間：10時 - 23時

### 癒し処ゆめみ
リラクゼーションサロン。全身のもみほぐしからエステコース、アカスリ等の多彩なメニューが用意されている。
- 営業時間：10時 - 25時（受付9時45分 - 23時）

## 交通アクセス
※公式サイトより引用。

### 電車
- JR西日本学研都市線「松井山手駅」より西へ徒歩5分

### バス
- 京阪バス「高速京田辺前」より西へ徒歩1分
- 京阪バス「あかねヶ丘」より東へ徒歩3分
- 京阪バス「京都駅八条口」発ダイレクトエクスプレス直Q京都号
  - 京都松井山手線「松井山手駅」より徒歩8分
  - 京都交野なんば線「高速京田辺前」より徒歩3分